# Dream Within a Dream Tour
Dream Within a Dream Tour je třetí koncertní turné americké zpěvačky Britney Spears. Proběhlo na podporu jejího třetího studiového alba Britney. Začalo 1. listopadu 2001 a končilo 28. července 2002. Turné probíhalo v Severní Americe a pouze s jedním vystoupením zavítala do Asie a to do Japonska.

## DVD záznam
Americká televize HBO natočila záznam koncertu v Las Vegas 28. listopadu 2001. Následně pak vyšel 22. ledna 2002 na DVD s názvem Britney Spears Live from Las Vegas.

## Seznam písní
1. "Oops!... I Did It Again"
2. "(You Drive Me) Crazy"
3. "Overprotected"
4. "Born to Make You Happy"
5. "Lucky"
6. "Sometimes"
7. "Boys"
8. "Stronger"
9. "I'm Not a Girl, Not Yet a Woman"
10. "I Love Rock 'N Roll"
11. "What It's Like To Be Me"
12. "Lonely"
13. "Don't Let Me Be the Last to Know"
14. "Anticipating"
15. "I'm a Slave 4 U"
16. "...Baby One More Time"

## Seznam vystoupení
| Datum              | Město             | Stát                   | Místo vystoupení                     |
| ------------------ | ----------------- | ---------------------- | ------------------------------------ |
| Severní Amerika    |                   |                        |                                      |
| 1. listopadu 2001  | Columbus          | Spojené státy americké | Nationwide Arena                     |
| 2. listopadu 2001  | Pittsburgh        | Spojené státy americké | Mellon Arena                         |
| 5, listopadu 2001  | Toronto           | Kanada                 | Air Canada Centre                    |
| 7. listopadu 2001  | Uniondale         | Spojené státy americké | Nassau Veterans Memorial Coliseum    |
| 8. listopadu 2001  | University Park   | Spojené státy americké | Bryce Jordan Center                  |
| 9. listopadu 2001  | Cleveland         | Spojené státy americké | Gund Arena                           |
| 10. listopadu 2001 | Cincinnati        | Spojené státy americké | U.S. Bank Arena                      |
| 12. listopadu 2001 | Denver            | Spojené státy americké | Pepsi Center                         |
| 13. listopadu 2001 | Salt Lake City    | Spojené státy americké | Delta Center                         |
| 17. listopadu 2001 | Las Vegas         | Spojené státy americké | MGM Grand Garden Arena               |
| 18. listopadu 2001 | Las Vegas         | Spojené státy americké | MGM Grand Garden Arena               |
| 20. listopadu 2001 | Anaheim           | Spojené státy americké | Arrowhead Pond of Anaheim            |
| 21. listopadu 2001 | Los Angeles       | Spojené státy americké | Staples Center                       |
| 26. listopadu 2001 | Auburn Hills      | Spojené státy americké | The Palace of Auburn Hills           |
| 27. listopadu 2001 | Milwaukee         | Spojené státy americké | Bradley Center                       |
| 28. listopadu 2001 | Rosemont          | Spojené státy americké | Allstate Arena                       |
| 29. listopadu 2001 | Minneapolis       | Spojené státy americké | Target Center                        |
| 1. prosince 2001   | Atlantic City     | Spojené státy americké | Boardwalk Hall                       |
| 2. prosince 2001   | East Rutherford   | Spojené státy americké | Continental Airlines Arena           |
| 3. prosince 2001   | Albany            | Spojené státy americké | Pepsi Arena                          |
| 5. prosince 2001   | New York City     | Spojené státy americké | Madison Square Garden                |
| 8. prosince 2001   | Hartford          | Spojené státy americké | Hartford Civic Center                |
| 9. prosince 2001   | Boston            | Spojené státy americké | FleetCenter                          |
| 10. prosince 2001  | Philadelphia      | Spojené státy americké | First Union Center                   |
| 11. prosince 2001  | Boston            | Spojené státy americké | FleetCenter                          |
| 14. prosince 2001  | Raleigh           | Spojené státy americké | Raleigh Entertainment & Sports Arena |
| 15. prosince 2001  | Atlanta           | Spojené státy americké | Philips Arena                        |
| 16. prosince 2001  | New Orleans       | Spojené státy americké | New Orleans Arena                    |
| 18. prosince 2001  | Tampa             | Spojené státy americké | Ice Palace                           |
| 19. prosince 2001  | Miami             | Spojené státy americké | American Airlines Arena              |
| 21. prosince 2001  | Washington, D.C.  | Spojené státy americké | MCI Center                           |
| Asie               |                   |                        |                                      |
| 25. dubna 2002     | Tokyo             | Japonsko               | Tokyo Dome                           |
| Severní Amerika    |                   |                        |                                      |
| 24. května 2002    | Las Vegas         | Spojené státy americké | Mandalay Bay Events Center           |
| 25. května 2002    | Las Vegas         | Spojené státy americké | Mandalay Bay Events Center           |
| 28. května 2002    | Vancouver         | Kanada                 | Pacific Coliseum                     |
| 29. května 2002    | Tacoma            | Spojené státy americké | Tacoma Dome                          |
| 30. května 2002    | Portland          | Spojené státy americké | Rose Garden Arena                    |
| 1. června 2002     | Oakland           | Spojené státy americké | Oakland Arena                        |
| 2. června 2002     | San Jose          | Spojené státy americké | Compaq Center at San Jose            |
| 4. června 2002     | Los Angeles       | Spojené státy americké | Staples Center                       |
| 5. června 2002     | San Diego         | Spojené státy americké | Cox Arena at Aztec Bowl              |
| 6. června 2002     | Los Angeles       | Spojené státy americké | Staples Center                       |
| 10. června 2002    | Sacramento        | Spojené státy americké | ARCO Arena                           |
| 12. června 2002    | Phoenix           | Spojené státy americké | America West Arena                   |
| 14. června 2002    | Lubbock           | Spojené státy americké | United Spirit Arena                  |
| 15. června 2002    | San Antonio       | Spojené státy americké | Alamodome                            |
| 16. června 2002    | Houston           | Spojené státy americké | Compaq Center                        |
| 20. června 2002    | Chicago           | Spojené státy americké | United Center                        |
| 21. června 2002    | Indianapolis      | Spojené státy americké | Conseco Fieldhouse                   |
| 22. června 2002    | St. Louis         | Spojené státy americké | Savvis Center                        |
| 24. června 2002    | Auburn Hills      | Spojené státy americké | The Palace of Auburn Hills           |
| 25. června 2002    | Hamilton          | Kanada                 | Copps Coliseum                       |
| 26. června 2002    | Buffalo           | Spojené státy americké | HSBC Arena                           |
| 28. června 2002    | Philadelphia      | Spojené státy americké | First Union Center                   |
| 29. června 2002    | Boston            | Spojené státy americké | FleetCenter                          |
| 30. června 2002    | Worcester         | Spojené státy americké | Worcester's Centrum Centre           |
| 5. července, 2002  | Atlantic City     | Spojené státy americké | Boardwalk Hall                       |
| 6. července 2002   | East Rutherford   | Spojené státy americké | Continental Airlines Arena           |
| 9. července 2002   | Uniondale         | Spojené státy americké | Nassau Veterans Memorial Coliseum    |
| 10. července 2002  | Washington, D.C.  | Spojené státy americké | MCI Center                           |
| 11. července 2002  | Charlotte         | Spojené státy americké | Charlotte Coliseum                   |
| 13. července 2002  | Sunrise           | Spojené státy americké | National Car Rental Center           |
| 14. července 2002  | Orlando           | Spojené státy americké | TD Waterhouse Centre                 |
| 18. července 2002  | Bossier City      | Spojené státy americké | CenturyTel Center                    |
| 19. července 2002  | Oklahoma City     | Spojené státy americké | Ford Center                          |
| 20. července 2002  | North Little Rock | Spojené státy americké | Alltel Arena                         |
| 22. července 2002  | Dallas            | Spojené státy americké | American Airlines Center             |
| 27. července 2002  | Mexico City       | Mexiko                 | Foro Sol                             |
| 28. července 2002  | Mexico City       | Mexiko                 | Foro Sol                             |